# Авіатор (Київ)
«Авіатор» — український регбійний клуб із Києва.

## Історія
Заснований 1963 року на базі регбійної секції при Київському інституті цивільного повітряного флоту (з 1965 року — Київський інститут інженерів цивільної авіації). Попередні назви: 1964—1970 — «Спартак», 1971—1977 — КІІЦА, 1991—1994 — «Фенікс». У вищій лізі чемпіонату СРСР — 1966, 1969, 1972—1991 роках.
У сезоні 1978 року «авіатори» вибороли перше місце в чемпіонаті СРСР. Золоті медалі отримали: Сергій Анісімов, Володимир Безпалов, Сергій Бондарєв, Станіслав Бурмак, Анатолій Гоняний, Сергій Гугуєв, Олег Дикалов, Юрій Євенко, Євген Клюско, Валерій Ключников, Юрій Ковальчук, Олександр Кофто, Олексій Поздняков, Олег Слюсар, Олександр Тімашов, Валерій Устюжанін, Микола Торопов, Анатолій Шеверьов, Гліб Шульгін. Старший тренер — Ігор Бобков. Граючі тренери — Анатолій Гоняний і Анатолій Шеверьов.
Кращі бомбардири чемпіонатів СРСР: 1972 — Юрій Біруля (75 очок), 1974 — Володимир Бобров (97), 1983 — Анатолій Гоняний (180).
"Авіатор" є самим титулованим клубом України. Він є багаторазовим чемпіоном УРСР(17 разів),а також багаторазовим срібним і бронзовим призером чемпіонату України.

## Досягнення
Чемпіонат СРСР
- Чемпіон (1): 1978
- Срібний призер (3): 1974, 1975, 1981
- Бронзовий призер (5): 1976, 1982, 1984, 1987, 1990

Кубок СРСР
- Володар кубка (3): 1979, 1982, 1984

Чемпіонат УРСР:
- Чемпіон (17): 1966, 1970, 1972, 1973, 1974, 1977, 1978, 1980, 1981, 1982, 1983, 1984, 1985, 1986, 1987, 1989, 1990
- Срібний призер (6): 1965, 1967, 1968, 1969, 1971, 1991,
- Бронзовий призер (2): 1975, 1991

 Чемпіонат України:
- Срібний призер (3):1992, 2003, 2006
- Бронзовий призер (7): 1993, 1994, 1995, 2005, 2007, 2008, 2010